# Susa (Persia)
Susa a fost capitala imperiului elamit.
Orașul a fost cucerit de mai multe ori: în secolul VII î.Hr. de către asirieni și perși, de Alexandru cel Mare, apoi de Imperiul Seleucid și de Parthia. A fost distrus în secolul III d.Hr., de Șapur I.

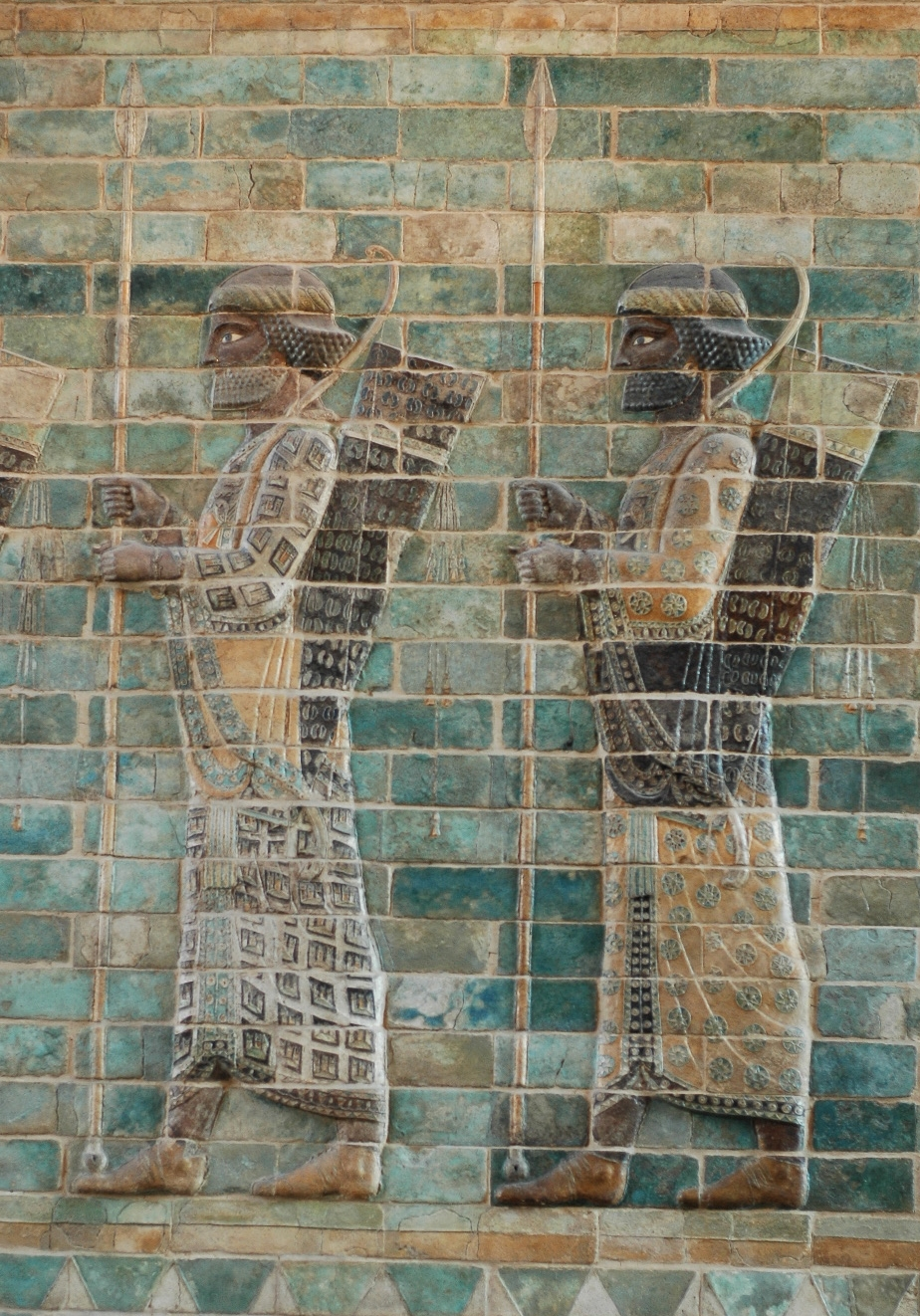
Friza arcaşilor de la palatul lui Darius din Susa, expus la Muzeul Luvru